# Tortella spinidens
Tortella spinidens là một loài Rêu trong họ Pottiaceae. Loài này được (G. Roth ex Zodda) Levier & G. Roth miêu tả khoa học đầu tiên năm 1910.